# Кэрри (роман)
«Кэ́рри» (англ. Carrie) — первый опубликованный роман американского писателя Стивена Кинга, написанный в жанре мистического ужаса. Произведение было выпущено в 1974 году издательством Doubleday. Сюжет романа повествует о затравленной школьнице по имени Кэрри Уайт, открывшей с первой менструацией в себе способности к телекинезу. Основываясь на сказке о Золушке, повествование затрагивает тематику религиозного фанатизма и подростковой жестокости. Писатель упоминал, что, написав несколько страниц романа, он посчитал его неудачным и выбросил черновик в мусорную корзину, где его обнаружила жена Кинга — Табита и уговорила мужа дописать книгу. Псевдодокументальные выдержки были добавлены в произведение, чтобы увеличить его объём и придать происходящему реализма. Критики встретили роман неоднозначно, считая персонажей неубедительными, а саму книгу — «мусором». Литературное признание к роману пришло позже.
Популярность книги резко возросла после появления первой адаптации 1976 года режиссёра Брайана де Пальмы с Сисси Спейсек в главной роли. Благодаря её публикации Стивен Кинг смог полностью посвятить себя писательской карьере. Роман был трижды экранизирован в 1976-м, в 2002-м и в 2013 году. В 1999 году появилось продолжение под названием «Кэрри 2: Ярость». На театральной сцене в 1988 году открылся одноимённый мюзикл, который, несмотря на овации во время шестнадцати предварительных просмотров, получил разгромные отзывы критиков и закрылся, выдержав всего пять представлений, став самым дорогим провальным представлением за всю историю Бродвея. Группа Performance Space 122 также исполнила комедийную версию «Кэрри», которая была одобрена писателем. В 2016 году русскую комедийную версию мюзикла поставил в Москве Антон Музыкантский
.

## Сюжет
На пороге своего тридцатилетия, после смерти отца в 1959 году, Маргарет Бригхэм из Моттона в штате Мэн начала посещать молебные собрания фундаменталистов и в итоге стала нездоровой религиозной верующей фанатичкой. Там же она познакомилась с таким же религиозным фанатиком Ральфом Уайтом. Они поженились 23 марта 1962 года и поселились в городе Чэмберлейн, где Ральф пошёл работать на стройку в Портленде и однажды погиб там от несчастного случая. И хотя Маргарет в письме к матери утверждала, что они с Ральфом живут не во грехе и «никогда не познают плоть друг друга», спустя семь месяцев после смерти мужа, 21 сентября 1963 года, у неё рождается дочь Кэрриетта — «Кэрри». Из-за религиозного деспотизма матери и религиозного уклада жизни Кэрри к 16-ти годам является объектом насмешек и издевательств со стороны одноклассников, а дома — объектом издевательств со стороны матери. У Кэрри начинали проявляться способности к телекинезу, когда ей было три года, после скандала, учинённого Маргарет по поводу того, что Кэрри засмотрелась на соседку, загорающую в купальнике, и на их участок вдруг обрушился град камней.
Основное действие романа разворачивается в мае 1979 года. В душевой после урока физкультуры у Кэрри в шестнадцатилетнем возрасте впервые в жизни начинается менструация. Маргарет, презиравшая всё, что связано с интимной жизнью, никогда не рассказывала дочери о месячных, из-за чего Кэрри не поняла, что происходит в её организме. Одноклассницы высмеивают Кэрри и начинают кидать в неё гинекологические тампоны. Среди них Сью Снелл — девушка, обычно ровно относившаяся к Кэрри, но подверженная стадному чувству, и Крис Харгенсен — зачинщица травли Кэрри. Молодая учительница физкультуры Рита Дежарден приводит Кэрри в порядок и отводит её в кабинет директора, после чего Кэрри отправили домой. По дороге она ощущает в себе необычную способность управлять предметами на расстоянии. Дома разъярённая Маргарет, назвав Кэрри грешницей, запирает её в чулан, чтобы та в нём молилась. На следующий день в школе мисс Дежарден делает выговор ученицам, в том числе Крис Харгенсен, и заявляет, что они могут быть не допущены на выпускной бал. Крис демонстративно уходит и жалуется своему отцу, влиятельному адвокату и решает отомстить Кэрри.
| «                        | Кэрри по-прежнему сидела неподвижно, не реагируя на смех, прокатывающийся над ней, словно волны прибоя. Они все еще казались ей красивыми, в зале все еще царило очарование сказки, но сама она уже переступила границу сказочного мира, и окружение вдруг стало злым и враждебным. Теперь в этом мире её ждали одни лишь напасти. Они снова смеются над ней. | » |
| — «Кэрри», сцена на балу | |   |

Сью Снелл, устыдившись своего поведения, отказывается от участия в бале и просит своего парня Томми Росса пригласить вместо неё Кэрри. Тот нехотя соглашается, а Сью через какое-то время обнаруживает, что у неё задержка месячных, и она подозревает, что беременна от Томми. Кэрри соглашается и сама шьёт себе выпускное платье. Между тем, Крис, не сумев получить поддержки у отца, подговаривает своего парня Билли Нолана, чтобы он добыл два ведра свиной крови, а своих подружек — голосовать за Кэрри и Томми на выборах короля и королевы бала.
На балу Кэрри чувствует себя хоть и зажатой, но счастливой, так как впервые к ней относятся, как к равной. В итоге, согласно плану Крис, Кэрри и Томми выбраны королём и королевой бала, и в момент торжества на них опрокидываются вёдра с кровью. Вид облитой кровью Кэрри вызывает у большинства присутствующих в зале смех. Не выдержав такого унижения, она выбегает на улицу, где, чуть-чуть придя в себя, вспоминает о телекинезе и решает, что «пришло время проучить их всех». Томми же от удара ведром по голове сразу теряет сознание и впоследствии умирает.
Только мысленно представив, Кэрри запирает все двери в спортзале, где проходил бал, включает противопожарные спринклеры и взрывает школьную котельную. Присутствующие на балу погибают от удара электрическим током, сгорают в огне или задыхаются от дыма. Спасаются лишь те, кто в самом начале успел выбежать на улицу через запасной выход. После этого Кэрри, в приступе непосильной ярости, вспомнив, что приедет пожарная команда и попытается потушить огонь, решает не допустить этого и силой мысли открывает все ближайшие пожарные гидранты, а заодно взрывает бензоколонки и обрывает линии электропередач на своём пути. Сила её мозга до того возрастает, что много позже те, кто выжили, на допросе «Комиссии по делу Кэрри Уайт» говорят, что знали, что всё это — дело её рук, потому что слышали у себя в головах её мысли, но никто не может объяснить, как у них это получалось.
Вернувшись домой, Кэрри встречается со своей матерью. После небольшого монолога о той ночи, когда они с Ральфом «согрешили» (а, точнее, Ральф попросту изнасиловал её), Маргарет всаживает в плечо Кэрри нож для разделки мяса, а та в ответ силой мысли останавливает сердце матери. Истекая кровью, Кэрри идёт к бару «Кавальер», где в тот момент находятся Крис и Билли. Парочка решает задавить Кэрри машиной, но ей ещё удаётся перехватить управление и направить машину в стену бара, в результате чего Крис и Билли погибают. Затем, обессилев от кровопотери, она падает на землю, и в таком положении её находит Сью Снелл. Между ними происходит мысленный диалог, в котором Кэрри, перед тем, как умереть, помещает Сью в воспоминания, в которых та видит себя и остальных глазами Кэрри. После того, как Кэрри, впав в мысленную панику, умирает, Сью бежит прочь и останавливается, когда чувствует, как у неё по ногам бежит кровь (начинается менструация). 
Чэмберлейн объявлен зоной национального бедствия, и, хотя правительство выделило ему деньги на восстановление рабочих кварталов, сам город ожидает запустение: погибло 440 человек, включая 67 выпускников школы, 18 числятся пропавшими без вести, а те, кто выжил, предпочитают переехать. Рита Дежарден и директор Генри Мортон увольняются со своих постов, виня себя в произошедшем. Сью Снелл пишет книгу «Меня зовут Сьюзен Снелл» в попытке оправдаться. Произошедшие события вызывают такой огромный общественный резонанс по всей стране, что вопрос о раннем выявлении детей, обладающих паранормальными способностями, ставится одним из приоритетных для национальной безопасности. Между тем «Комиссия по делу Кэрри Уайт» выносит вердикт, что, хотя вскрытие её тела и выявило некоторые изменения в клеточной структуре мозга, у членов комиссии «нет оснований считать, что рецидив возможен». 
Книга завершается письмом некой Амелии Дженкс из Теннесси от 1988 года, которая с восторгом пишет своей сестре Сандре о том, что замечает у её дочери Анни способности телекинеза (как ей кажется, Анни унаследовала телекинез от своей прабабки). Её письмо завершается словами «Спорить готова, у неё, когда она подрастёт, весь мир в ногах валяться будет».

## Создание

### Идея
Сначала произведение задумывалось как рассказ для журнала Cavalier:113. Начало роману было положено в 1973 году, когда писатель нашёл работу преподавателя английского в городе Хэмпден. Ещё будучи двадцатилетним парнем, летом Кинг подрабатывал уборщиком в средней школе Брунсвика вместе с напарником по имени Гарри. Как-то им пришлось чистить стены женского туалета. Оглядывая помещение, Стивен заметил, что при внешнем сходстве с мужским туалетом, комната была совершенно другая. Вместо писсуаров стояли странные ящики без надписей. Как подсказал ему коллега, в них хранились прокладки. Душевые были снабжены перекладинами и розовыми пластиковыми занавесками. На это замечание Гарри прокомментировал, что вероятно, девочки больше стесняются раздеваться.
«Мне как-то вспомнился этот день, когда я работал в прачечной, и мне представилось начало повести: девочки моются в душевой, где никаких тебе ни занавесок, ни уединения. И тут у одной из них начинаются месячные. Только она про это не знает, и остальные девочки — шокированные, потрясённые, заинтересованные — бросаются к ней с гигиеническими салфетками. Или тампонами, как назвал Гарри эти писькины затычки. Она начинает кричать. Сколько крови! Она думает, что умирает, что товарки над ней насмехаются, пока она истекает кровью.., она реагирует.., она отбивается.., только как?». После этого писатель зашёл в тупик:114. Стивен как-то читал в журнале Life о полтергейсте, который мог быть проявлением телекинеза. В статье выражалось предположение, что первые телекинетические способности могут проявляться у молодых людей в период созревания. Объединив эти две идеи, автор решил, что они могут стать основой для хорошей истории. В интервью ABC Кинг поведал, что история о месячных в школе и родителях, из-за религиозного воспитания не посвящавших свою дочь в особенности функционирования женского организма, он услышал от какого-то знакомого.

### Написание
Осенью 1972 года в гости к чете Кингов зашёл друг Стивена — Флип Томпсон, несколько знакомый с творчеством начинающего писателя, к тому моменту публиковавшего небольшие рассказы в мужских журналах. В семидесятые активно развивалось феминистское движение за равноправие мужчин и женщин. Флип спросил Кинга, почему он пишет «мачо-бред в сисястые журналы». Писатель оправдывался, что женские журналы вроде Cosmopolitan не приобретают его истории. Флип обвинил Кинга в неуважении к женщинам, на что Стивен возразил, что заказчики не оценят его чуткость. «Если ты писатель, и реально оцениваешь свои возможности, тебе любая задача по плечу. На самом деле лучше всего получается у прагматиков и дельцов», — заявил Флип. В итоге товарищи поспорили на десять долларов, что Кинг не сможет написать рассказ с точки зрения женщины, и Стивен принял пари:113-114.
Написав три черновых страницы через один интервал, Кинг смял их выбросил в мусорную корзину:106-107. С написанным, как считал автор, было много проблем. История эмоционально не трогала писателя. Центральный персонаж ему не нравился — Кэрри была готовой жертвой, тупой и пассивной. Более важная причина состояла в большом количестве женских персонажей. «Я приземлился на Планете Женщин, и одна экскурсия в женскую душевую в Брунсвикской школе не слишком помогала на ней ориентироваться. Для меня писательство всегда было делом интимным, сексуальным, как касание кожей кожи. При работе с „Кэрри“ я был будто в резиновом гидрокостюме, который никак не удаётся стянуть»:107-108. Саму сцену с первой менструацией он считал омерзительной.
Самой серьёзной проблемой было осознание, что готовая рукопись может не окупиться. Получившаяся история оказалась достаточно длинной, больше чем «Иногда они возвращаются», самым крупным рассказом, написанным им на тот момент. Писатель подумывал направить свою работу в Playboy, в котором много места занимали фотографии обнажённых девушек. «Я не мог себе позволить тратить две недели, если не месяц, на повесть, которая мне не нравится и которую не продать. И потому я её оставил» — писал Кинг в своих мемуарах. На следующий вечер жена Кинга, Табита, обнаружила его черновики и прочла их. Кинг в это время решил расслабиться и нежился в ванной, курил сигареты, пил пиво и слушал радио с трансляцией матча «Бостон Ред Сокс». Выключив радио, она заявила, что история классная и она хочет увидеть продолжение. Она также заверила писателя, что поможет ему с описанием жизни девушек-подростков, и Кинг согласился:115.
Книга рассказывала историю одиночества девочки, о её усилиях стать частью общества, в котором она пытается существовать, и крахе этих попыток. Основная идея романа подчёркивала крайний консерватизм средней школы, в которой Кэрри могла подняться над ситуацией «не больше, чем индус может выйти за пределы своей касты». Более глубокий подтекст состоит в том, как женщины находят точку приложения своих сил, а также что страшит мужчин в женской сексуальности. Кинг считал это сложной темой и когда встречал рецензии, называющие его произведение «непритязательной халтурой», считал их угнетающими и несправедливыми. Успех книги писатель связывал с тем, что любой школьник, с которого стаскивали шорты на уроке физкультуры, одобряет Кэрри.
Кинг характеризовал «Кэрри» как жестокую историю. Он хотел посадить читателя в шкуру героини, дать осознание, через что ей пришлось пройти и каково быть изгоем в мире подростков. Кэрри двигала не злоба и не месть — после долгих лет унижений обида, пожирающая её изнутри, заставила дать отпор обидчикам. Сцена выпускного бала, по замыслу автора, должна являться картиной расплаты, хаоса и разрушения. Табита посоветовала использовать в ней электрическое оборудование рок-группы и усилители. Во время работы у писателя случались приступы депрессии:114-116. Когда после публикации Стивен перечитывал роман, у него возникало ощущение, что книга была написана в состоянии тяжелого умственного и эмоционального недомогания:335. Вспомнив о «Войне миров» и её радиопостановке, Кинг решил добавить в повествование интерлюдии в виде отрывков вымышленных книг, писем и телеграмм, чтобы добиться большего реализма и увеличить общий объём романа. Рукопись, состоящая из семидесяти тысяч слов, была написана за три месяца:114-116. Она была посвящена жене писателя — Табите Кинг.
Фактически произведение было четвёртым романом, написанным автором — первыми были «Ярость», «Долгая прогулка» и «Бегущий человек». Кинг отмечал, что физиологическое и душевное потрясение пробуждает силы Кэрри. Кровь в книге была «не просто случайными брызгами». Писатель добавил символики в каждое её появление — первой менструации у Кэрри, кульминации на школьном балу, вновь месячными — на этот раз у Сью Снелл, обнаружившей, что она всё же не беременна. Ассоциации связывают кровь с идеей жертвы, физической зрелостью, символом греха и падения в христианской религии, передачей фамильных черт и способностей через ДНК. Готовую работу писатель считал «барахлом». После появления экранизации Кинг не отказывался от своих слов. Он называл «Кэрри» сырым романом начинающего писателя и сравнивал его с потенциально вкусным печеньем, состоящим из сомнительных ингредиентов и подгоревшим при готовке.

### Прообразы персонажей
Кинг никогда не любил Кэрри Уайт, а также не верил мотивам Сью Снелл, которая послала своего парня гулять с одноклассницей. Первоначально эту оплошность поняла Табита, писатель тоже дошёл до этой мысли после того, как написал семьдесят страниц текста. Тем не менее Кэрри научила автора мысли, что восприятие героя может быть ошибочным как для писателя, так и для читателя, а бросать начатую работу из-за трудностей с восприятием эмоций и воображения не стоит. Стивен отмечал, что в нём было что-то от Кэрри — в разное время своей жизни он побывал в двух ипостасях: «Как и любому учителю, мне посчастливилось наблюдать за школьной средой с двух разных точек зрения. Сначала — сидя за партой (помню, как по всему классу летали ластики), и позже — с места учителя»:116.
Писатель отмечал, что ему пришлось исследовать наиболее неприятные области за всю историю своей работы. Работая над романом, он вспоминал о двух самых одиноких одноклассницах. Первая из них, которую он условно называл Сондра, жила с матерью в трейлере недалеко от дома Кинга. Стивен описывал её как девочку с рыхлым, бледным телом, булькающим, неровным голосом и волосами, липнущими к щекам. Однажды, попав к ним в квартиру, чтобы передвинуть мебель, Кинг заметил скульптуру агонизирующего Иисуса с ввалившимся животом и торчащими рёбрами: «Уж если такой придёт второй раз, он вряд ли будет в настроении спасать этот мир». Другая девочка, Доди Франклин, воспитывалась родителями, которые постоянно участвовали в различных призовых конкурсах. Доди, как и её брат Билл, постоянно ходили в одной и той же одежде, что было предметом многочисленных насмешек и унижений. Оторвавшаяся пуговица заменялась скрепкой, дыра на колене была заклеена липкой лентой, покрашенной в чёрный цвет, безрукавка желтела от старости и пота. Девушки не только издевались над Доди, но и ненавидели её. Она олицетворяла всё то, чем они сами боялись являться. После рождественских каникул второго года в средней школе Доди преобразилась. Она полностью обновила гардероб, но ситуации это не поменяло. Кинг вспоминал:
Издёвки в этот день были хуже обычного. Товарки вовсе не собирались выпускать её из клетки, в которую они же её и посадили, и она несла наказание за одну только попытку освободиться. Я учился с ней несколько лет и мог своими глазами наблюдать её разрушение. Сначала погасла её улыбка, свет в глазах потускнел и померк. К концу дня это была та же девочка, что и до каникул, — унылолицее и веснушчатое создание, проскальзывающее по коридорам с опущенными глазами, прижимая к груди учебники.
Обе девушки не дожили до написания книги. Сондра переехала в Лисбон-Фоллз, где умерла в одиночестве от эпилептического припадка. Доди вышла замуж за ведущего прогноза погоды и родила от него двоих детей. После рождения второго ребёнка она спустилась в подвал, где повесилась. Среди мотивов самоубийства фигурировала версия послеродовой депрессии, хотя писатель думал, что на всём сказалась средняя школа. Считая Кэрри женской версией Эрика Харриса и Дилана Клиболда, Кинг писал, что Сондра и Доди помогли ему лучше понять этого персонажа. Он жалел её и её одноклассников — Стивен и сам был когда-то из них.
В прачечной «Нью-Франклин», в которой трудился Кинг, работала пожилая сотрудница, помешанная на религии. С неё Кинг списал образ фанатичной матери Кэрри. Маргарет описывалась Кингом как «чёрный человек», антагонист, тематика которого впоследствии так или иначе фигурировала как минимум в девяти романах писателя. Прачечная «Голубая лента», в которой работала миссис Уайт, также встречалась в романе «Дорожные работы». Характеры множества персонажей были позаимствованы у преподавателей школы Лисбон-Хай, в которой учился Стивен. Учительница Пруденс Грант, ознакомившись с романом, отмечала: «Был у нас один неуклюжий завуч, в книге он изображён как персонаж, который защемляет палец дверцей шкафчика. На страницы романа попали и другие учителя, хотя я лично себя среди персонажей не нашла, и меня это вполне устраивает»:59-60. Имя писателя дважды фигурирует в романе. Первый раз это Эдвин Кинг, любимый учитель Кэрри, второй — певец на выпускном балу Джон Стивен. Именно под этим псевдонимом Кинг впервые опубликовал рассказ «Пятая четвертушка».

### Публикация
Редактор издательства Doubleday Билл Томпсон спрашивал, когда же Кинг пришлёт им новую книгу. Стивен без особых надежд отправил рукопись «Кэрри», подспудно считая, что она не отвечает требованиям рынка. Писатель думал, что никто не захочет читать мрачную вымышленную историю про «трудную долю девчушки из захолустного городка»:122-123. Кингу нравились некоторые произведения, которые публиковались в Doubleday. Компания в основном выпускала детективы и фантастику. Несмотря на то, что издательство на тот момент отклонило «Долгую прогулку», «Кэрри» была принята к публикации к марту 1973 года:110. Роман понравился многим сотрудникам издательства. Женщины-редакторы делали копии для себя и секретарш офиса, а те, в свою очередь, распространяли рукопись среди своих подруг:124.
Писатель находился в учительской, в тот момент когда ему позвонила жена. Томпсон, не дозвонившись до Стивена (телефон был отключён за неуплату), отправил телеграмму: «Поздравляю. Кэрри официально включена в план издательства. Аванс 2500$, о’кей? Будущее лежит впереди. Целую, Билл». Всего автору было обещано около семи тысяч:110. По совету редактора он внёс в произведение некоторые коррективы. Действие романа было перенесено из Боксфорда и Андовера в штат Мэн:124-125. Кинг на тот момент не мог оставить работу учителя из-за туманных перспектив. Согласно заключенному контракту, Doubleday могла перепродать права на книгу, а полученная прибыль делилась пополам между автором и издателем — «Стандартный контракт „Даблдей“ тех времён был хотя и лучше долгового рабства, но не намного». На вырученные деньги чета Кингов приобрела синий пинто и переехала в новую квартиру:124-125.
Издательство New American Library на аукционе, проводившемся 12 мая, приобрело права на «Кэрри» за четыреста тысяч долларов, двести из которых причитались Стивену. В тот момент Кинг работал над «Жребием»:111. Во время разговора с Биллом Томпсоном писатель потерял дар речи, а позже не мог вспомнить содержание беседы с редактором. Табиты с детьми не было дома — она отправилась навестить мать. Кинг поехал в город с расчётом купить жене на День матери что-либо экстравагантное, но из всех магазинов Бангора ему встретилась аптека «Вердьер». В ней он приобрёл фен для волос за 29 долларов:126-127. После возвращения Табиты Кинг вручил подарок и рассказал радостную новость: «Табби из-за моего плеча, как я полчаса назад, оглядела нашу занюханную конуру с четырьмя комнатушками и заплакала».
Как выяснялось впоследствии, НАЛ изначально предлагал за книгу сумму в 200 тысяч долларов, ошарашив всех в Doubleday. Боб Бэнкфорд, заядлый игрок в покер, занимавшийся перепродажей прав, взял паузу, а после заявил, что рассчитывал на большее. В итоге сумма увеличилась вдвое:127. Почувствовав творческую свободу, Кинг уволился из школы:111. Книга появилась в продаже 5 апреля 1974 года. Она вышла большим тиражом для начинающего автора — 30 тысяч экземпляров, плюс дополнительная рекламная тысяча, которая была разослана в крупные библиотеки и газеты:112-113. При цене в 5 долларов 95 центов продано было лишь 13 тысяч копий. В списки бестселлеров роман не попал:132. Благодаря экранизации, продажи книги увеличились:141. К премьере кинокартины Doubleday выпустила дополнительный тираж романа:124 и в течение года произведение разошлось в 1 миллион экземпляров. Позже тираж книги достиг 2,5 миллионов копий, а к марту 1977 года продажи книги перевалили за 2,9 миллиона экземпляров. По состоянию на 1996 год книга выдержала 70 переизданий в твёрдом переплёте. Появление фильма 2013 года также подстегнуло продажи произведения. В качестве нестандартного маркетингового хода в первых изданиях романа в мягкой обложке не указывалось авторство Кинга.
Одним из первых языков, на который была переведена «Кэрри», стал французский:143. На кассетах и CD роман появился в 2005 году. Издателем выступила компания Simon & Schuster Audio, текст читала Сисси Спейсек. Аудиокнига включала введение, озвученное Кингом, а также отрывок романа «Сияние». В 1991 году, роман, вместе с четырьмя другими произведениями писателя, был переиздан в мягкой обложке с предисловием жены писателя и изменённым цветовым оформлением. В 2014 году появилось подарочное издание романа, снабжённое введением, в котором Кинг описывал, почему он написал эту книгу, а также послесловием Табиты Кинг. Издание отличалось неформатным размером 7 на 10 дюймов, наличием суперобложки и увеличенной толщиной страниц. На русский язык книга переводилась тремя авторами — А. И. Корженевским, В. Каневским, И. Багровым. Особой корявостью отличался перевод, вышедший от издательства «Кэдмен»:197. «Кэрри» как роман упоминался одним из персонажей «Мёртвой зоны». Он также фигурирует в первой серии третьего сезона телесериала «Остаться в живых». Произведение повлияло на ранние игры серии Silent Hill и упоминается в Life is Strange.

## Критика
Роман вошёл в список ста лучших фантастических книг в подкатегории «Тёмная фантастика» по версии журнала «Мир фантастики». Time поставил его на второе место в десятке книг автора, которым требуется продолжение. К декабрю 1976 года издание романа в мягкой обложке пробыло в чарте бестселлеров четырнадцать недель. Вадим Эрлихман отмечал множество достоинств произведения. Книга сочетала в себе холодящее душу сочетание сентиментальности и ужаса. Первоначально напоминающее историю Золушки, ближе финалу повествование превращается в кошмар. Жизнь Кэрри стала адом из-за равнодушия и жестокости окружающих. Образ главной героини показался журналисту не очень убедительным, а другие герои романа были проходными, но запоминающимися. Кинг чётко привязал происходящее хронологически к недалёкому будущему и географически развил основное действие романа в маленьком городке штата Мэн — в классической глубинке, в которой, казалось бы, не может произойти ничего страшного:107-109. Джеймс Смит, обозреватель The Guardian не считал оптимальной структуру романа. Многочисленные вставки, вроде биографии Сью Снелл, гораздо менее интересны с сюжетной точки зрения. Он похвалил саму историю и архетип Кэрри. Описание внутренних монологов героев и выделение их мыслей курсивным начертанием впоследствии станут характерной чертой творчества писателя.
Книга «потрясла жанр ужасов, словно бомба», она живёт собственной уникальной жизнью, — писал британский писатель Рэмси Кэмпбелл. Несмотря на появление романа на волне популярности хоррора и фантастики, «Кэрри» выглядела бескомпромиссной, очень странной и необычной книгой, — заявлял Джефф Вандермеер. «Кэрри» изменила парадигму, придав жанру американизированную форму. Падение ведра крови делает книгу более расслабленной и современной, натуралистичной и менее стилизованной. Адам Невилл считал, что смесь голосов — от третьего лица, газетных сообщений и научных работ, по сей день остаётся радикальным и поразительным решением. У «Кэрри» своя энергетика и особое видение, присущее ранней работе молодого писателя. «Оглядываясь назад, можно констатировать, что такая необычная книга в популярном жанре запустила самую успешную литературную карьеру нашего времени, что является наиболее обнадёживающим и любопытным наследием „Кэрри“».
Произведение содержит большое количество реминисценций на сказку о Золушке. Прототип Маргарет Уайт — злая мачеха, Сьюзен Снелл — фея, одноклассниц, насмехающихся над Кэрри — сводные сёстры. Томми Росс — волшебный принц, сопровождающий главную героиню на бал, который должен кончиться ближе к полуночи. В отличие от обелённой версии Диснея, в романе нет хэппи-энда — только анархия и хаос. Как обычно бывает в кинговской вселенной, хорошие люди гибнут так же часто и бессистемно, как и плохие. Тони Мэджистрейл подчёркивал фрагментированность книги, родившейся как экспериментальный рассказ с псевдодокументальными элементами. Кинг строит портрет Кэрри, словно натуру художника, увлечённого кубизмом — читатель должен смотреть на героиню с разных точек зрения. Роман представляет собой живой пример увлечённости писателя экспериментальной стилистикой. Весь ужас «Кэрри» возникает не из-за сверхъестественных способностей девушки, а из-за реальных элементов повседневной жизни: религиозного фанатизма, издевательства родителей над детьми, подростковой жестокости.
Стивен Спигнесси среди главных достоинств книги выделял кропотливое воссоздание ужасов кастовой системы средней школы. Понравилось журналисту описание последствий школьного бала и способ убийства Маргарет Уайт. Бёртон Хатлен, сотрудник журнала Alumnus, заявил, что мало кто из писателей мог понять демонов американской души. На его взгляд, если эта способность сможет развиться, Кинг «имеет все перспективы стать крупным американским писателем». Критик Library Journal счёл роман претендентом на самую кровопролитную книгу года. Он назвал основную идею интересной, но заметил, что ни один из персонажей не был по-настоящему правдоподобным, а окончательная «оргия разрушения» сильно преувеличена. Wilson Library Journal называла книгу мусором, который понравится молодым читателям. NYTBR советовала не пропустить первый роман Кинга, гарантировавший озноб во время чтения. Аудиокнига была положительно встречена журналом Publishers Weekly. Спейсек легко создаёт настроение книги и с успехом справляется с озвучкой различных персонажей. Актриса плавно переходит от драматических сцен к официальным докладам.

## Адаптации

### Кино
Сначала права на экранизацию фильма приобрела компания 20th Century Fox, а потом передала их United Artists:128. Фильм появился на экранах кинотеатров в ноябре 1976 года. Это была первая экранизация романа писателя. Режиссёром картины выступил Брайан де Пальма, до «Кэрри» занимавшийся малобюджетными триллерами. Сисси Спейсек первоначально пробовалась на роли Сью Снелл и Крис Харгенсон, но де Пальма утвердил её на главную роль. Фильм побил рекорд по кассовым сборам и собрал 30 миллионов долларов за время проката в США:140-141 при бюджете в 1,8 млн долларов.
Экранизация принесла Кингу массовую известность. Писатель остался доволен фильмом и режиссёром: «Он мастерски и со вкусом обошёлся с материалом и добился от Сисси Спейсек великолепной актёрской игры. Фильм вышел гораздо более стильным, чем роман, который я по-прежнему считаю увлекательнейшей книгой, но при этом несколько тяжеловесной». Де Пальма был вынужден отказаться от ряда сцен из-за бюджетных ограничений. Спейсек была номинирована на премию «Оскар» за лучшую женскую роль, а Пайпер Лори, сыгравшая Маргарет Уайт — за лучшую женскую роль второго плана:140-141.
В 1999 году появилось продолжение фильма под названием «Кэрри 2: Ярость» с Эмили Бергл в главной роли. Среди персонажей встречалась повзрослевшая Сью Снелл. В одной из сцен герои отправляются на развалины школы, сгоревшей в оригинальном фильме. В целом основа сюжета фактически дублировала идеи первой части. «Уроды! „Кэрри-2“? Какой в этом смысл? Есть тысячи хороших сценариев и сценаристов, но им приходится побираться, потому что люди в киноиндустрии разучились использовать мозг — они не могут придумать ничего лучше, чем „Кэрри-2“ или „Дети кукурузы-4“», — ругался Кинг:292. 2002 год ознаменовался появлением очередной экранизации, снятой Дэвидом Карсоном. Роль Кэрри исполнила Анджела Беттис. Лента первоначально задумывалась как сериал. Она была негативно встречена критиками, которые отмечали, что фильм практически во всём уступает «Кэрри» Де Пальмы. В качестве плюсов были названы скрупулёзность в воспроизведении сцен, которые так и не попали в прокатную версию картины 1976 года, а также улучшенную компьютерную графику:280-281.
В 2013 году появился ремейк фильма, снятый режиссёром Кимберли Пирс. В российском прокате лента вышла под названием «Телекинез». Главную роль исполнила шестнадцатилетняя Хлоя Морец, разительно отличавшаяся от Спейсек, которая играла Кэрри в 26-летнем возрасте. Маргарет сыграла Джулианна Мур. Хлоя при подготовке к роли общалась с девушками, испытывающими трудности из-за религиозного воспитания. Она считала, что главной темой фильма является взросление. «Моя героиня — очень тёмная. С одной стороны, было великолепно работать над её образом, но с другой стороны, довольно страшно находиться в её пространстве так долго». Мур называла свою героиню персонажем «в вакууме». Она отговаривает дочь идти на бал, уверяя, что её обидят одноклассники. «[Это] самый опасный образ мышления. Хуже всего то, что Маргарет оказывается права», — отмечала актриса.

### Мини-сериал
В октябре 2024 года стало известно, что Майк Флэнаган работает над телевизионной адаптацией романа «Кэрри». Мини-сериал будет состоять из восьми эпизодов.

### Театр
На основе романа в 1988 году в театре на Бродвее был поставлен одноимённый мюзикл. Подготовка к постановке длилась семь лет, на него было потрачено более 7 миллионов долларов. Композитором «Кэрри» был Майкл Гор, либретто было написано Лоуренсом Коэном, до этого занимавшимся сценарием первой экранизации. На роль Кэрри претендовали 600 кандидаток. Бетти Бакли воплотила образ Маргарет, семнадцатилетняя британка Лизи Хантли — главной героини. Мюзикл, выдержавший только 5 регулярных представлений, а также 16 предварительных, стал, по выражению The New York Times, «самым дорогим провальным представлением за всю историю Бродвея». На выпады в адрес постановки, режиссёр Тэрри Хэндс отвечал: «Бродвей — это захватывающее место. Но он — как война. Не стоит идти туда без каски». С самого начала он считал идею шоу, начинающегося с менструации и оканчивающееся двойным убийством, рискованной. Решающую роль в судьбе произведения сыграли многочисленные отсрочки, задержки, финансовые проблемы и актёрский состав, до этого не выступавший на сцене. Сам Хэндс отмечал, что ничего не понимает в американском мюзикле. Тем не менее шоу срывало овации на первых просмотрах. Кингу оно также понравилось.
Постановка была «реанимирована» в 2012 году. Мюзикл стал демонстрироваться со сцены MCC Theater в Нью-Йорке с Мэррин Мэззи (Маргарет) и Молли Рансон (Кэрри) в главных ролях. Новая версия была переосмыслением старой, около половины песен было изменено. Шоу вновь не оправдало ожидания — оно было закрыто на две недели раньше запланированного срока из-за плохих продаж билетов. Оно так и не смогло собрать вложенные в производство 1,5 миллиона долларов, что, впрочем не помешало вновь демонстрировать мюзикл в Саусворк Плэйхаус с 1 по 30 мая 2015 года. Спустя 30 лет после появления картины Де Пальмы группа Performance Space 122 исполнила комедийную версию «Кэрри». Стивен Кинг одобрил и эту интерпретацию романа. Сценарий шоу был написан Эриком Джексоном. Кэрри сыграл американский актёр Шэрри Вайн. В постановке использовались марионетки. По отзывам критиков, «лучшей из них была очаровательная свинья, чья смерть, подобно фильму ужасов, закрывает Акт первый».
В 2016 году русскую комедийную версию мюзикла поставил в московском театре АпАРТе режиссёр Антон Музыкантский. Это было его дебютной работой, спектакль получил высокую оценку от режиссёра офф-Бродвейской постановки Стаффорда Аримы, который посетил один из показов мюзикла.